# Toxostoma
Toxostoma là một chi chim trong họ Mimidae.

## Các loài
- Toxostoma bendirei
- Toxostoma cinereum
- Toxostoma crissale
- Toxostoma curvirostre
- Toxostoma guttatum
- Toxostoma lecontei
- Toxostoma longirostre
- Toxostoma ocellatum
- Toxostoma redivivum
- Toxostoma rufum